# Keko
Keko   (Madrid, 1963) nom artistic de José Antonio Godoy, és un dibuixant de còmics i il·lustrador espanyol, nascut a Madrid l'any 1963.

## Biografia
Després d'estudiar a l'Escola d'Arts i Oficis de la seva ciutat natal, va treballar per a les revistes Madriz i Metal Hurlant en plena crisi de la indústria nacional del còmic, desenvolupant els guions de Mique Beltrán en Livingston contra Fumake (1987), i Ramón de España en Brendan Beckett: El Amor Duele (1997), a més d'historietes pròpies com La isla de los perros (1986) i el còmic eròtic Voraz! (1991).
Posteriorment, s'ha dedicat sobretot a la il·lustració, però això no li ha impedit publicar una sèrie d'historietes curtes amb guió propi en Nosotros Somos Los Muertos, que l'any 2006 serien recopilades sota el títol La casa del muerto per Edicions de Ponent.
El seu àlbum 4 botas va obtenir el Premi a la millor obra del 2002 en el 21è Saló Internacional del Còmic de Barcelona.
També va publicar l'any 2008 a la revista Exit Express una sèrie d'humor sobre l'art modern, amb guió de Felipe Hernández Cava.
L'any 2015 rep al Festival del Còmic d'Angulema el Gran premi ACBD de la crítica pel còmic Moi, assassin, amb guió d'Antonio Altarriba.

## Estil
Jesús Cuadrado, per la seva banda, ha destacat el seu "control lumínic".